# Culture Beat
Culture Beat er en dance-gruppe fra Tyskland. Gruppen blev dannet i 1989.
| Musikgruppe | Spire Denne artikel om en tysk musikgruppe er en spire som bør udbygges. Du er velkommen til at hjælpe Wikipedia ved at udvide den. |